# Savane sahélienne à Acacia
Localisation
La savane sahélienne à Acacia est une écorégion terrestre définie par le Fonds mondial pour la nature (WWF), qui appartient au biome des prairies, savanes et brousses tropicales et subtropicales de l'écozone afrotropicale. Elle traverse tout le continent africain, de l'océan Atlantique à la mer Rouge, à travers le Sénégal, la Mauritanie, le Mali, le Burkina Faso, le Niger, le Nigeria, le Cameroun, le Tchad, la République centrafricaine, le Soudan, le Soudan du Sud, l'Érythrée et l'Éthiopie. Cette vaste zone, appelée « Sahel » (« frontière », en arabe) forme une transition entre la région de steppe et forêts claires du Sud du Sahara et le désert du Sahara, au Nord, et les savanes soudaniennes au sud-ouest et au sud-est.